# شارلوت اسپیدوی
شارلوت اسپیدوی (به انگلیسی: Charlotte Speedway) در ۱۹ ژوئن ۱۹۴۹ محل برگزاری اولین مسابقه از سری رقابت‌های NASCAR Strictly Stock (سری رقابت‌های جام ناسکار فعلی) بود. این پیست در چند مایلی غرب تالار مشاهیر ناسکار در جاده Little Rock قرار داشت. مالکان آن کارل سی. آلیسون و همسرش کاترین مونتگومری آلیسون بودند. وقتی سازۂ بزرگراه میان ایالتی ۸۵ محوطه پارکینگ آن را گرفت، پیست مجبور به تعطیلی شد.
شارلوت اسپیدوی یک مسیر خاکی به طول سه چهارم مایل بود. اولین رویداد در سال ۱۹۴۹ یک مسابقه ۱۵۰ مایل (۲۴۰ کیلومتر) بود. طول سایر رویدادها ۱۰۰، ۱۱۳ یا ۱۵۰ مایل (۲۴۰ کیلومتر) بود.

## تاریخچه ناسکار
دوازده رویداد بین سالهای ۱۹۴۹ و ۱۹۵۶ در این پیست برگزار شد. برندگان این پیست عبارتند از: جیم روپر (۱)، تیم فلاک (۱)، کرتیس ترنر (۲)، هرب توماس (۲)، دیک پَسواتر (۱)، باک بیکر (۳)، فونتی فلاک (۱)، و اسپیدی تامپسون (۱).